# Sarmatia poliochroa
Sarmatia poliochroa là một loài bướm đêm trong họ Erebidae.